# Bruce M. Metzger
Bruce Manning Metzger (ur. 9 lutego 1914, zm. 13 lutego 2007) – amerykański paleograf oraz krytyk tekstu Nowego Testamentu, duchowny prezbiteriański, profesor protestanckiego Princeton Theological Seminary. Był jednym z biblistów przygotowujących grecki tekst Nowego Testamentu wydany przez United Bible Societies. Współuczestniczył w Newly Revised Standard Version (NRSV), przekładzie Biblii na język angielski, przekładał apokryfy Starego Testamentu.
W 1942 roku obronił doktorat pt. Studies in a Greek Gospel Lectionary (Greg. 303). Jego uczniem był Bart D. Ehrman.

## Publikacje
- Apostolic Letters of Faith, Hope, and Love: Galatians, 1 Peter, and 1 John (2006)
- The Text of the New Testament: Its Transmission, Corruption, And Restoration (1964). 2-gie wydanie (1968), 3-cie wydanie (1977), 2005 4th edition with Bart D. Ehrman, ISBN 0-19-516122-X
- The New Testament: Its Background, Growth and Content (2003, James Clarke & Co., Cambridge; ISBN 978-0-227-17025-0)
- The Oxford Essential Guide to Ideas and Issues of the Bible (2002 with Michael D. Coogan)
- The Oxford Guide to People & Places of the Bible (2001 with Michael D. Coogan)
- The Bible in Translation, Ancient and English Versions (2001)
- Greek New Testament (2000 with B. Aland)
- Breaking the Code: Understanding the Book of Revelation: Leader's Guide (1999)
- Reminiscences of an Octogenarian (1997)
- The Canon of the New Testament: Its Origin, Development, and Significance (1997)
- Textual Commentary on the Greek New Testament (1994)
- The Oxford Companion to the Bible (1993 with Michael D. Coogan)
- The Reader's Bible (1983)
- Manuscripts of the Greek Bible: An Introduction to Greek Palaeography (1981).
- Lexical Aids for Students of New Testament Greek (1969)
- Chapters in the History of New Testament Textual Criticism (1964)
- List of Words Occuring Frequently in the Coptic New Testament (Sahidic Dialect) (1961)
- Introduction to the Apocrypha (1957)
- The Oxford Concise Concordance to the Revised Standard Version of the Holy Bible (with Isobel M. Metzger)

### Lista tłumaczeń
- Oxford Annotated Apocrypha: The Apocrypha of the Old Testament. Translated by Metzger, Bruce M. (1977)
- The New Oxford Annotated Bible with the Apocrypha, Revised Standard Version, Expanded Edition. Translated by Metzger, Bruce M.; May, Herbert G. (1977)
- Oxford Annotated Apocrypha: Revised Standard Version. Translated by Metzger, Bruce M. (1977)
- New Revised Standard Version. Translated by Metzger, Bruce M. (1989)
- The NRSV Bible with the Apocrypha, Compact Edition. Translated by Metzger, Bruce M. (2003)